# Sabazios-Gletscher
Der Sabazios-Gletscher (bulgarisch ледник Сабазий lednik Sabasij) ist ein 19 km langer und 6 km breiter Gletscher im westantarktischen Ellsworthland. In der nördlichen Sentinel Range im Ellsworthgebirge fließt er nördlich des Embree-Gletschers von den nördlichen Hängen eines Gebirgskamms zwischen Mount Dalrymple und dem Robinson-Pass in nördlicher Richtung zum Newcomer-Gletscher, den er nordwestlich des Mount Lanning in den Sostra Heights erreicht.
US-amerikanische Wissenschaftler kartierten ihn 1961. Die bulgarische Kommission für Antarktische Geographische Namen benannte ihn 2014 nach dem thrakischen Gott Sabazios.